# Pflugerville (Texas)
Pflugerville es una ciudad ubicada en el condado de Travis en el estado estadounidense de Texas. En el Censo de 2010 tenía una población de 46.936 habitantes y una densidad poblacional de 811,45 personas por km².

## Geografía
Pflugerville se encuentra ubicada en las coordenadas 30°27′15″N 97°36′21″O / 30.45417, -97.60583. Según la Oficina del Censo de los Estados Unidos, Pflugerville tiene una superficie total de 57.84 km², de la cual 57.81 km² corresponden a tierra firme y (0.05%) 0.03 km² es agua.

## Demografía
Según el censo de 2010, había 46.936 personas residiendo en Pflugerville. La densidad de población era de 811,45 hab./km². De los 46.936 habitantes, Pflugerville estaba compuesto por el 64.1% blancos, el 15.51% eran afroamericanos, el 0.62% eran amerindios, el 7.39% eran asiáticos, el 0.14% eran isleños del Pacífico, el 8.61% eran de otras razas y el 3.63% pertenecían a dos o más razas. Del total de la población el 27.75% eran hispanos o latinos de cualquier raza.

## Educación
El Distrito Escolar Independiente de Pflugerville gestiona las escuelas públicas que sirven a la ciudad.